# 加奈山径
加奈山 径（かなやま けい、1933年4月2日 - 2017年3月30日）は、日本の作家。

## 生涯
青森県生まれ。本名・金山虔。早稲田大学文学部卒。1971年「他人からの案内状」で文學界新人賞佳作。全作家協会常務理事、相談役。1993年『兎の復讐』で日本文芸大賞受賞。

## 著書
- 『煉瓦造りの家 加奈山径短篇小説集』芸文同人会 1980
- 『陰渓ノ青イ枝』近代文芸社 1985
- 『乱れ風吹く残党』甲陽書房 1986
- 『上顎下顎観血手術』甲陽書房 1987
- 『扉のない部屋』甲陽書房 1988
- 『鏡の中』甲陽書房 1989
- 『檻の中』ファラオ企画 1990
- 『失踪』甲陽書房 1990
- 『人事異事』ファラオ企画 1990
- 『兎の復讐』甲陽書房 1992
- 『管理職が知らない「管理職」 変わるリーダー像と仕事の中身』日本マンパワー出版 1992
- 『白い背 小説・総務部長』甲陽書房 1993
- 『人兌換紙幣 物流経費削減の裏側』透土社 1994
- 『蝶が舞う』東洋出版 1996
- 『老舗の崩壊 書下ろし長篇異色企業小説』廣済堂出版 1999
- 『流木』のべる出版企画 2015